# Circonscription autonomique de Cadix
Ne doit pas être confondu avec Circonscription électorale de Cadix.
La circonscription électorale de Cadix est l'une des huit circonscriptions électorales d'Andalousie pour les élections au Parlement d'Andalousie.
Elle correspond géographiquement à la province de Cadix.

## Synthèse
|             |       | 1982 | 1986 | 1990 | 1994 | 1996 | 2000 | 2004 | 2008 | 2012 | 2015 | 2018 | 2022 |  |
| ----------- | ----- | ---- | ---- | ---- | ---- | ---- | ---- | ---- | ---- | ---- | ---- | ---- | ---- |  |
| UCD         |       | 2    |      |      |      |      |      |      |      |      |      |      |      |  |
| PCE         |       | 1    |      |      |      |      |      |      |      |      |      |      |      |  |
| AP & alliés |       | 2    | 3    |      |      |      |      |      |      |      |      |      |      |  |
| IULV-CA     |       |      | 2    | 1    | 3    | 2    | 1    | 1    | 1    | 2    | 1    |      |      |  |
| PA          |       | 1    | 1    | 4    | 2    | 2    | 2    | 1    |      |      |      |      |      |  |
| PSOE-A      |       | 9    | 9    | 8    | 5    | 6    | 6    | 8    | 8    | 6    | 6    | 4    | 3    |  |
| PPA         |       |      |      | 2    | 5    | 5    | 6    | 5    | 6    | 7    | 4    | 3    | 8    |  |
| Podemos     |       |      |      |      |      |      |      |      |      |      | 3    |      |      |  |
| Cs          |       |      |      |      |      |      |      |      |      |      | 1    | 3    |      |  |
| AA          |       |      |      |      |      |      |      |      |      |      |      | 3    | 1    |  |
| Vox         |       |      |      |      |      |      |      |      |      |      |      | 2    | 2    |  |
| PorA        |       |      |      |      |      |      |      |      |      |      |      |      | 1    |  |
|             |       |      |      |      |      |      |      |      |      |      |      |      |      |  |
| Total       | Total | 15   | 15   | 15   | 15   | 15   | 15   | 15   | 15   | 15   | 15   | 15   | 15   |  |

## Résultats détaillés

### 1982
| Parti     | Parti | Députés élus |
| --------- | ----- | --- |
| PSOE-A    |       | Rafael Román Guerrero, Alfonso Perales Pizarro, Carlos Díaz Medina, Gervasio Manuel Hernández Palomeque, Jaime Pérez-Llorca Rodrigo, Rafael Palomino Kayser, Jesús Ruiz Fernández, Fernando Tejedor Martín, Serafín Núñez Sánchez |
| AP-PDP-UL |       | José Ramón del Río y García de Sola, Miguel Arias Cañete |
| UCD       |       | Constantino Álvarez de Alvarado, Miguel Monge Marín |
| PSA       |       | Pedro Pacheco Herrera |
| PCE       |       | Manuel Gómez de la Torre |

- Gervasio Hernández (PSOE-A) est remplacé en avril 1984 par Gabriel José González Ríos.

### 1986
| Parti     | Parti | Députés élus |
| --------- | ----- | --- |
| PSOE-A    |       | Alfonso Perales Pizarro, Carlos Díaz Medina, Rafael Palomino Kayser, Luis Pizarro Medina, Antonio Fernández García, Juan Ramón Troncoso Pardo, José Antonio Sáinz de Baranda Romero, Juan Luis Cabillas Martínez, Juan Manuel Suárez Japón |
| AP-PDP-PL |       | José Ramón del Río y García de Sola, Carlos Manuel Rosado Cobián, Juan Diego López Bonillo |
| IU-CA     |       | Manuel Gómez de la Torre, José Antonio Barroso Toledo |
| PA        |       | Pedro Pacheco Herrera |

- Carlos Rosado (PDP) est remplacé en mars 1988 par Aurelio Romero Girón.
- Pedro Pacheco (PA) est remplacé en juin 1989 par José Guerrero Casáus.
- Alfonso Perales (PSOE-A) est remplacé en novembre 1989 par Juan Valle Viana.
- José Antonio Barroso (IU-CA) est remplacé en décembre 1989 par Juan José Ortiz Molina.

### 1990
| Parti   | Parti | Députés élus |
| ------- | ----- | --- |
| PSOE-A  |       | Manuel Chaves, Luis Pizarro, Carlos Díaz Medina, Juan Manuel Suárez Japón, María Josefa Blanca Alcántara Reviso, Juan Luis Cabillas Martínez, Juan Valle Viana, Manuel Barrera Bernal |
| PA      |       | Pedro Pacheco Herrera, Juan Miguel Calvo Castaños, Manuel Ángel González Fustegueras, José Guerrero Casáus                                                                            |
| PPA     |       | Jesús Andrés Mancha Cadenas, Aurelio Romero Girón |
| IULV-CA |       | Manuel Gómez de la Torre |

- Juan Luis Cabillas (PSOE-A) est remplacé en avril 1993 par Antonio Juan Marmolejo Ledesma.
- Juan Miguel Calvo (PA) est remplacé par Francisco Javier Alcina Parodi.

### 1994
| Parti   | Parti | Députés élus |
| ------- | ----- | --- |
| PSOE-A  |       | Manuel Chaves, Luis Pizarro, Juan Manuel Suárez Japón, María Josefa Blanca Alcántara Reviso, Manuel Barrera Bernal     |
| PPA     |       | Jesús Andrés Mancha Cadenas, Aurelio Romero Girón, Aurelio Sánchez Ramos, Antonio Sanz Cabello, Jorge Luis Ramos Aznar |
| IULV-CA |       | Juan Vicente Acuña Alonso, Ángela Aguilera Clavijo, José Antonio Bello Marchante                                       |
| PA      |       | Pedro Pacheco Herrera, Antonio Moreno Olmeda                                                                           |

### 1996
| Parti   | Parti | Députés élus |
| ------- | ----- | --- |
| PSOE-A  |       | Manuel Chaves, Luis Pizarro, José Luis Blanco Romero, María Josefa Blanca Alcántara Reviso, Juana María Lasry Hernández, Manuel Barrera Bernal |
| PPA     |       | Jesús Andrés Mancha Cadenas, Antonio Sanz Cabello, Aurelio Romero Girón, Jorge Luis Ramos Aznar, María José García-Pelayo                      |
| PA      |       | Pedro Pacheco Herrera, Antonio Moreno Olmeda                                                                                                   |
| IULV-CA |       | Juan Vicente Acuña Alonso, Ángela Aguilera Clavijo                                                                                             |

- Manuel Barrera (PSOE-A) est remplacé en mai 1999 par María Dolores Reyes Ramos.

### 2000
| Parti   | Parti | Députés élus |
| ------- | ----- | --- |
| PSOE-A  |       | Manuel Chaves, Juana María Lasry Hernández, Luis Pizarro, José Luis Blanco Romero, María Josefa Blanca Alcántara Reviso, María Cózar Andrades         |
| PPA     |       | Teófila Martínez, María José García-Pelayo, Juan Manuel Armario Vázquez, José Luis Sanz Ruiz, Jorge Luis Ramos Aznar, María del Rosario Mateos Moreno |
| PA      |       | Pedro Pacheco Herrera, Ricardo Alberto Chamorro Rodríguez                                                                                             |
| IULV-CA |       | Juan Vicente Acuña Alonso |

### 2004
| Parti   | Parti | Députés élus |
| ------- | ----- | --- |
| PSOE-A  |       | Manuel Chaves, Regina Cuenca Cabeza, Luis Pizarro, María del Carmen Collado Jiménez, José Luis Blanco Romero, Juan María Cornejo, María Cózar Andrades, Raquel Arenal Catena |
| PPA     |       | Teófila Martínez, María José García-Pelayo, José Luis Sanz Ruiz, Jorge Luis Ramos Aznar, Juan Manuel Armario Vázquez                                                         |
| PA      |       | Antonio Moreno Olmedo |
| IULV-CA |       | Ignacio Pelayo García Rodríguez |

- Juan Manuel Armario (PPA) est remplacé en septembre 2005 par María del Carmen Pedemonte Quintana.

### 2008
| Parti   | Parti | Députés élus |
| ------- | ----- | --- |
| PSOE-A  |       | Manuel Chaves, Bibiana Aído, Luis Pizarro, Regina Cuenca Cabeza, José Luis Blanco Romero, María Cózar Andrades, Antonio Fernández García, Raquel Arenal Catena |
| PPA     |       | Antonio Sanz Cabello, María José García-Pelayo, José Loaiza García, María del Carmen Pedemonte Quintana, Jorge Luis Ramos Aznar, Teresa Ruiz-Sillero           |
| IULV-CA |       | Ignacio Pelayo García Rodríguez |

- Bibiana Aído (PSOE-A) ne siège pas et est remplacée dès l'ouverture de la législature par Samuel Jesús Rodríguez Acuña.
- Manuel Chaves (PSOE-A) est remplacé en juin 2009 par María Dolores Cañero Pedroche.
- Antonio Fernández (PSOE-A) est remplacé en décembre 2010 par Ismael Vaca Carrillo.
- José Loaiza (PPA) est remplacé en septembre 2011 par Daniel Nieto Vázquez.
- María José García-Pelayo (PPA) est remplacée en décembre 2011 par Silvia Muñoz Moreno.
- Jorge Ramos (PPA) démissionne en janvier 2012 mais n'est pas remplacé.

### 2012
| Parti   | Parti | Députés élus |
| ------- | ----- | --- |
| PPA     |       | Antonio Sanz Cabello, Teresa Ruiz-Sillero, Jacinto Muñoz Madrid, Ana María Mestre García, Rafael Ruiz Canto, María del Carmen Pedemonte Quintana, José Manuel Martínez Malia |
| PSOE-A  |       | Luis Pizarro, Rocío Arrabal Higuera, Francisco Menacho Villalba, María Colón Lozano, Manuel Jiménez Barrios, Raquel Arenal Catena                                            |
| IULV-CA |       | Ignacio Pelayo García Rodríguez, Inmaculada Nieto Castro |

### 2015
| Parti      | Parti | Députés élus |
| ---------- | ----- | --- |
| PSOE-A     |       | Manuel Jiménez Barrios, Araceli Maese Villacampa, Juan María Cornejo, Noelia Ruiz Castro, Luis Pizarro, Rocío Arrabal Higuera |
| PPA        |       | Ana María Mestre García, Antonio Saldaña Moreno, Teresa Ruiz-Sillero, Jacinto Muñoz Madrid                                    |
| Podemos    |       | Teresa Rodríguez, Jesús Rodríguez González, Libertad Benítez Gálvez                                                           |
| Ciudadanos |       | Sergio Romero Jiménez |
| IULV-CA    |       | Inmaculada Nieto Castro |

### 2018
| Parti      | Parti | Députés élus                                                                             |
| ---------- | ----- | ---------------------------------------------------------------------------------------- |
| PSOE-A     |       | Manuel Jiménez Barrios, Araceli Maese Villacampa, Juan María Cornejo, Noelia Ruiz Castro |
| Ciudadanos |       | Sergio Romero Jiménez, María del Carmen Martínez Granados, Juan de Dios Sánchez López    |
| AA         |       | Ángela Aguilera Clavijo, José Ignacio García Sánchez, Inmaculada Nieto Castro            |
| PPA        |       | José Ortiz Galván, Ana María Mestre García, Alfonso Candón                               |
| Vox        |       | Manuel Gavira Florentino, Ángela María Mulas Belizón                                     |

- José Ortíz Galván (PPA), qui conserve son mandat de maire, est remplacé à l'ouverture de la législature par María Pilar Pintor Alonso.
- Ana Mestre (PPA) est remplacée en février 2019 par Bruno García de León.
- Carmen Granados (Cs) est remplacée en mai 2019 par Ángela Rodríguez Aguilar.
- José Ignacio García (AA) est remplacé en septembre 2021 par Ricardo Sánchez Moreno.

### 2022
| Parti  | Parti | Députés élus |
| ------ | ----- | --- |
| PPA    |       | Ana María Mestre García, Bruno García de León, María Pilar Pintor Alonso, Antonio Saldaña Moreno, María Auxiliadora Izquierdo Paredes, José Ignacio Romaní Cantera, María José de Alba Castiñeira, Andrés Clavijo Ortiz |
| PSOE-A |       | Irene García Macías, Rafael Márquez Berral, Rocío Arrabal Higuera |
| Vox    |       | Manuel Gavira Florentino, Blanca Armario González |
| AA     |       | Teresa Rodríguez |
| PorA   |       | Juan Antonio Delgado Ramos |

- Ignacio Romaní (PPA) est remplacé en septembre 2022 par Ascención Hita Fernández.
- Teresa Rodríguez (AA) est remplacée en janvier 2023 par José Ignacio García Sánchez.
- Bruno García (PPA) est remplacé le 28 juin 2023 par José Ignacio González Nieto.
- Andrés Clavijo (PPA) est remplacé le 28 juin 2023 par Susana González Pérez.
- Blanca Armario (Vox) est remplacée le 26 juillet 2023 par José María Ortells Polo.